# Euxoa atomaris
Euxoa atomaris är en fjärilsart som beskrevs av Smith 1890. Euxoa atomaris ingår i släktet Euxoa och familjen nattflyn. Inga underarter finns listade i Catalogue of Life.